# U-18 (1936)
U-18 — малая подводная лодка типа IIB, времён Второй мировой войны. Заказ на постройку был отдан 2 февраля 1935 года. Лодка была заложена на верфи судостроительной компании Germaniawerft, Киль 10 июля 1935 года под заводским номером 548. Спущена на воду 7 декабря 1935 года. 4 января 1936 года принята на вооружение и, под командованием капитан-лейтенанта Ганса Покштадта вошла в состав 1-й флотилии.

## История службы
Совершила 14 боевых походов; повредила 1 судно (7 745 брт), 1 боевой корабль (56 брт); потопила 2 судна (1 500 брт), 1 вспомогательное военное судно (400 брт).
Во время обучения экипажа 20 ноября 1936 года в 09:54 затонула в заливе Любек в точке с координатами 54°07′ с. ш. 11°07′ в. д. после столкновения с T-156. 8 членов экипажа погибло, 12 удалось спастись. Была поднята 28 ноября 1936 года. Вернулась в строй 30 сентября 1937 года в составе 30-й флотилии, после того как была перевезена по земле и по Дунаю на Чёрное Море.
20 августа 1944 года в гавани румынской Констанцы была повреждена во время Советского авианалёта. В результате U-18 была признана немореходной и списана. Затоплена командой 25 августа 1944 года близ Констанцы, Румыния, в точке с координатами 44°12′ с. ш. 28°41′ в. д..
В конце 1944 года была поднята СССР. 26 мая 1947 года потоплена в результате торпедных учений советской ПЛ М-120 (также в этот день была потоплена бывшая U-24)

### Первый — шестой походы (Северное море)
30 августа 1939 года U-18 вышла из Мемеля в свой первый боевой поход с целью патрулирования Балтики в районе Данцига. Девять дней проведенные лодкой в море были ничем не примечательны, и в результате 7 сентября она пришла в Свинемюнде., а на следующий день совершила переход в Киль
14 сентября 1939 года, пройдя дозаправку и пополнив припасы, U-18 вновь вышла на защитное патрулирование в районе бухты Sejerø в проливе Каттегат. Однако и в этот раз за 11 дней, проведенных в море, не произошло ровным счетом ничего заслуживающего внимания, и 24 сентября субмарина вновь вернулась в Киль.
2 октября 1939 года U-18 начала свой третий поход с целью патрулирования северной части Северного моря. Но, несмотря на то, что поход был более длинным, за все 18 дней удача так и не улыбнулась ей, что, в совокупности с плохой погодой, не позволило субмарине отличиться. 19 октября она снова благополучно возвратилась в Киль.
15 ноября 1939 года U-18 вышла в четвёртый поход в Северного моря в район восточного побережья Шотландии. И тут, наконец, ей посчастливилось принять участие в боевых действиях.
18 ноября в 20:45 она атаковала одиночной торпедой G7e паровое грузовое судно Parkhill (под командованием Эрика Чарльза Миддлтона (англ. Eric Charles Middleton)). После первого промаха субмарина атаковала вторично и в 21:16 выстрелила по нему ещё одной G7e. В результате попадания на судне прогремел тяжелый взрыв и оно мгновенно затонуло к северу-северо-западу от Киннард-Хед, унеся с собой жизни всех 9 членов экипажа, находившихся на борту.
20 ноября, совместно с U-57, лодка атаковала (впрочем, безрезультатно) британский эсминец.
23 ноября U-18 вновь благополучно пришла в Киль.
18 января 1940 года начался пятый поход U-18. Выйдя из Киля она вновь направилась в Северное море в район восточного побережья Шотландии.
23 января в 07:01 лодка выстрелила одиночной торпедой G7e по небольшому пароходу и наблюдала попадание в район мостика, что привело к потоплению судна в течение 30 минут. Первый контакт с судном состоялся в 00:50, когда U-boat обнаружила судно, однако первая торпеда, выпущенная в 06:49 прошла мимо. Считается, что жертвой данной атаки стало нейтральное грузовое судно Bisp (под командованием Рольфа Квилхауга (норв. Rolf Kvilhaug)), вышедшее без эскорта из Англии в Норвегию и пропавшее без вести.
Расстреляв в последней атаке все торпеды, субмарина была вынуждена досрочно закончить поход, в результате чего 26 января пришла в Вильгельмсхафен.
11 февраля 1940 года U-18 вышла из Вильгельмсхафен в свой шестой и последний на этом театре военный поход. Задачей вновь являлось патрулирование в Северном море в районе восточного побережья Шотландии. Однако уже имевшиеся проблемы с дизелями, усугубленные плохими погодными условиями, заставили 19 февраля лодку прервать поход и лечь на обратный курс, в результате 24 февраля она вернулась в Вильгельмсхафен. 27 февраля U-18 совершила переход из Вильгельмсхафена в Киль.

### Седьмой — четырнадцатый походы (Черное море)
До конца 1940 года лодка прослужила в качестве учебной, после чего была посуху а затем по Дунаю доставлена в румынский порт Констанца, где и продолжила боевую службу на черноморском театре.
26 мая 1943 года U-18 вышла из Констанцы в свой первый на этом театре и седьмой суммарно боевой поход. Задачей являлось патрулирование прибрежных вод между Поти и Сухуми. Вскоре после выхода, однако, был обнаружен дефект в перископе, приведший к тому, что 5 июня субмарина была вынуждена прервать поход. 9 июня она вернулась в Констанцу.
16 июня 1943 года после небольшого ремонта U-18 вновь вышла из Констанцы в уже восьмой боевой поход на патрулирование черноморской акватории.
25 июня лодка попыталась атаковать гавань Сухуми, однако, замеченная патрульными катерами, была вынуждена отступить.
27 июня субмарина обнаружила советскую подводную лодку, однако эта встреча обошлась без стрельбы.
28 июня, потратив все торпеды, U-18 зашла для пополнения припасов в Севастополь, где и провела несколько дней.
3 июля началась вторая часть этого похода, в которой лодке предписывалось патрулировать прибрежные воды между Туапсе и Геленджиком, однако эта часть похода была в достаточной мере ненасыщена событиями.
19 июля, перед возвращением на базу, U-boat ненадолго зашла в Феодосию для пополнения припасов, а затем, 22 июля, вновь вернулась в Констанцу.
21 августа 1943 года U-18 отправилась в девятый поход, с задачей патрулировать прибрежные воды между Адлером и Поти.
29 августа в 21:51, примерно на расстоянии 25 миль (40 км) к северо-западу от Поти, субмарина выстрелила одиночной торпедой по ТЩ-11 Джалита, и наблюдала попадание в район кормовой мачты через 1 минуту 55 секунд. Сразу же за этим последовали вторичные взрывы и судно быстро затонуло с дифферентом на корму. Выжившие были подобраны тральщиком СКА-0108.
30 августа в 19:32 U-boat атаковала при помощи 20-мм зенитной пушки морской охотник СКА-0132. Артогнём было нанесено некоторое количество повреждений, однако лодке пришлось прервать атаку в связи с засветкой с берега, ослепившей немцев.
15 сентября U-18 зашла в Феодосию для пополнения припасов и высадила на берег заболевшего члена экипажа.
24 сентября субмарина вновь благополучно вернулась в Констанцу.
27 октября 1943 года U-18 вышла в десятый поход, чтобы патрулировать прибрежные воды между Батуми и Туапсе.
30 октября, проходя Феодосию, лодка ненадолго встала на дозаправку.
18 ноября в 17:15 U-18 выстрелила двумя торпедами по обнаруженному недалеко от Лазаревского советскому конвою, попав обеими по танкеру Иосиф Сталин. Через 20 минут после этого лодка отчиталась о потоплении и удалилась. Команде, впрочем, удалось потушить пожар и продолжить движение в Туапсе на 6 узлах, однако, в связи с увеличившейся осадкой, в порт судно войти не смогло. 20 ноября танкер был отбуксирован обратно в Батуми, и поставлен на ремонт. Впоследствии судно вернулось к службе.
24 ноября U-boat вновь вернулась в Констанцу.
29 января 1944 года U-18 начала одиннадцатый поход, отправившись патрулировать прибрежные воды между Туапсе и Сочи.
16 февраля, не обнаружив целей долгое время, атаковала гавань порта Батуми.
26 февраля лодка зашла на дозаправку в Севастополь.
29 февраля субмарина, по окончании патруля, пришла в Констанцу.
25 марта 1944 года U-18 вышла в двенадцатый поход, в патруль между Туапсе и Геленджиком. Единственным событием в нём, впрочем, было то, что 25 апреля, будучи по ошибке атакованной немецким самолётом BV 138 она получила незначительные повреждения. 27 февраля субмарина, вновь вернулась в Констанцу.
25 мая 1944 года, U-18 вышла в тринадцатый поход, вновь в патруль между Туапсе и Геленджиком. Этот поход, впрочем, был ещё менее насыщенным, нежели предыдущим, и, в результате, 7 июня лодка вернулась в Констанцу.
24 июля 1944 года, U-18 отправилась в последний, четырнадцатый поход, имея задачей патрулирование вод между Туапсе и Поти. Как и предыдущий, этот поход не был насыщен какими либо событиями, и 16 августа субмарина вновь пришла в Констанцу.

## Командиры
- 4 января 1936 года — 20 ноября 1936 года — капитан-лейтенант Ганс Покштадт (нем. Kapitänleutnant Hans Pauckstadt)
- 30 сентября 1937 года — 31 октября 1937 года — капитан-лейтенант Гейнц Бедун (нем. Kapitänleutnant Heinz Beduhn)
- 1 ноября 1937 года — 24 ноября 1939 года — обер-лейтенант цур зее (с 1 апреля 1939 года капитан-лейтенант) Макс-Германн Бауэр (нем. Oberleutnant zur See Max-Hermann Bauer)
- 24 ноября 1939 года — 2 сентября 1940 года — обер-лейтенант цур зее Эрнст Менгерзен (нем. Oberleutnant zur See Ernst Mengersen) (Кавалер Рыцарского Железного креста)
- 3 сентября 1940 года — 17 декабря 1940 года — обер-лейтенант цур зее (с 1 октября 1940 года капитан-лейтенант) Ганс-Гейнц Линдер (нем. Oberleutnant zur See Hans-Heinz Linder)
- 18 декабря 1940 года — 6 мая 1941 года — капитан-лейтенант Эрнст Вогельзанг (нем. Kapitänleutnant Ernst Vogelsang)
- 6 мая 1941 года — 31 мая 1942 года — лейтенант цур зее (с 1 сентября 1941 года обер-лейтенант цур зее) Ганс-Ахим фон Розенберг-Грущинский (нем. Leutnant zur See Hans-Achim von Rosenberg-Gruszcynski)
- 1 июня 1942 года — 18 августа 1942 года — обер-лейтенант Фридрих-Вильгельм Виссманн (нем. Oberleutnant zur See Friedrich-Wilhelm Wissmann)
- 3 декабря 1942 года — 25 августа 1944 года — обер-лейтенант цур зее Карл Флейге (нем. Oberleutnant zur See Karl Fleige) (Кавалер Рыцарского Железного креста)
- 2 мая 1944 года — 25 мая 1944 года — обер-лейтенант цур зее Ганс-Юрген Барщ (нем. Oberleutnant zur See Hans-Jürgen Bartsch)
- 25 мая 1944 года — 7 июня 1944 года — обер-лейтенант цур зее Рудольф Арендт (нем. Oberleutnant zur See Rudolf Arendt)

## Флотилии
- 4 января 1936 года — 20 ноября 1936 года — 1-я флотилия
- 30 сентября 1937 года — 31 октября 1939 года — 3-я флотилия
- 1 ноября 1939 года — 31 марта 1940 года — 1. U-Ausbildungsflottille Flotilla (боевая служба)
- 1 апреля 1939 года — 1 июня 1940 года — 1. U-Ausbildungsflottille Flotilla (учебная лодка)
- 1 июля 1940 года — 17 декабря 1940 года — 24-я флотилия
- 6 мая 1943 года — 25 августа 1944 года — черноморская 30-я флотилия

## Потопленные суда
| Название      | Тип             | Принадлежность | Дата                 | Тоннаж (брт) | Груз          | Судьба    | Место                     |
| ------------- | --------------- | -------------- | -------------------- | ------------ | ------------- | --------- | ------------------------- |
| Parkhill      | грузовое судно  | Великобритания | 18 ноября 1939 года  | 500          | 449 тонн угля | потоплен  | 58°07′ с. ш. 02°18′ з. д. |
| Bisp          | грузовое судно  | Норвегия       | 23 января 1940 года  | 1 000        | уголь         | потоплен  | Grid AN 4221              |
| ТЩ-11 Джалита | тральщик        | СССР           | 29 августа 1943 года | 400          | -             | потоплен  | 42°30′ с. ш. 40°48′ в. д. |
| СКА-0132      | морской охотник | СССР           | 30 августа 1943 года | 56           | -             | поврежден | 42°43′ с. ш. 41°19′ в. д. |
| Иосиф Сталин  | танкер          | СССР           | 18 ноября 1943 года  | 7745         | -             | поврежден | Grid CL 9179              |